# Кинокритика
Кинокри́тика — рецензирование фильмов и анализ современного кинопроцесса. Занимается истолкованием и оценкой произведений киноискусства с потребительской точки зрения (рецензирование, оценивание), с публицистической точки зрения (связь с насущными проблемами общественной и духовной жизни) и с точки зрения киноведения и теории кино.
Существует точка зрения, что рецензирование продукции киноиндустрии в СМИ, т. н. оперативная кинокритика, не является в действительности кинокритикой, и этого названия заслуживает только академическая кинокритика, опирающаяся на киноведение и теорию кино, и анализирующая фильм как предмет искусства.